# Западна палмова веверица
Западна палмова веверица (лат. Epixerus ebii, енгл. western palm squirrel) је сисар из реда глодара (Rodentia) и породице веверица (Sciuridae).

## Распрострањеност и станиште
Ареал врсте покрива средњи број држава. Врста има станиште у Камеруну, Републици Конго, Обали Слоноваче, Габону, Гани, Либерији, Сијера Леонеу и Екваторијалној Гвинеји.
Станиште врсте су шуме.

## Угроженост
Ова врста је наведена као последња брига, јер има широко распрострањење и честа је врста.